# Diocèse de Vannes
Le diocèse de Vannes (en latin : Dioecesis Venetensis) est diocèse de l'Église catholique en France. Il est un des neuf diocèses historiques de Bretagne. Depuis 1801, il couvre le département du Morbihan. Depuis 1859, il est suffragant de l'archidiocèse métropolitain de Rennes. Raymond Centène en est l'évêque depuis 2005.

## Histoire
Dépendant du siège métropolitain de Tours, le diocèse de Vannes a été érigé au Ve siècle par Saint Patern l'un des sept saints fondateurs de la Bretagne. Ses limites correspondent alors, à celles de la cité gallo-romaine des Vénètes. Pendant tout le VIe siècle, le siège épiscopal est occupé par des évêques d'origine gallo-romaine, les premiers évêques bretons ne sont attestés qu'à partir du VIIe siècle.
Au IXe siècle, le cartulaire de Redon atteste l'existence d'un réseau paroissial déjà relativement dense.
Au XVe siècle, saint Vincent Ferrier prêche dans le diocèse et meurt à vannes où il est enterré.
Le diocèse de Vannes constitue jusqu'à la Révolution française, l'un des neuf évêchés de la Bretagne, dont le territoire était principalement constitué du Vannetais (ou Pays de Vannes).
Le 29 novembre 1801, avec la signature du Concordat entre le Consulat et la Papauté, les diocèses français sont réorganisés sur le modèle des départements. Au diocèse de Vannes est rattaché le sud du diocèse de Saint-Malo avec Beignon. En revanche, il perd Redon et la moyenne vallée de la Vilaine.

## Sainte Anne d'Auray

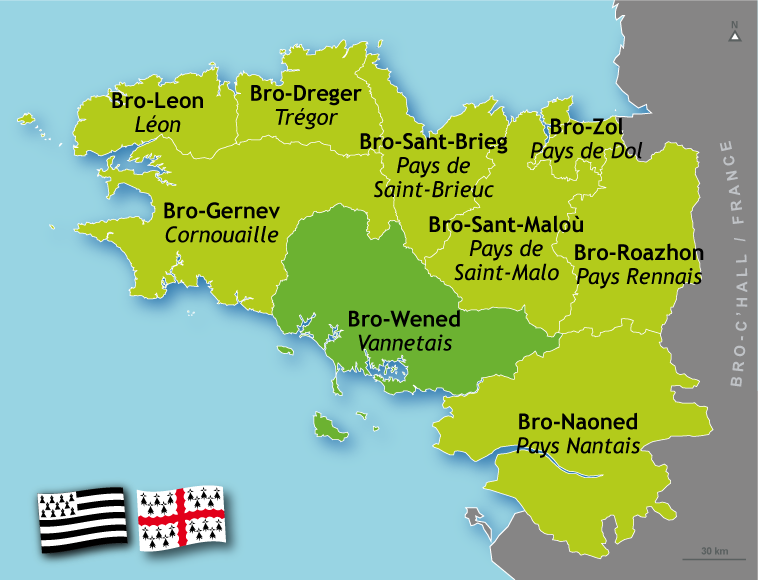
L'ancien évêché de Vannes correspond à la province du Vannetais

Le sanctuaire de Sainte-Anne-d'Auray constitue un des hauts-lieux du diocèse. On y commémore les apparitions, en 1623 et 1624 de Sainte Anne, mère de la Vierge Marie, à Yves Nicolazic, à qui elle demande de rebâtir en ce lieu un sanctuaire en son honneur.
Ce sanctuaire a pris une grande importance dans la vie du diocèse et constitue le principal lieu de pèlerinage en Bretagne.
Le 20 septembre 1996, le pape Jean-Paul II, lors de son voyage apostolique en France, est venu y célébrer une messe devant une centaine de milliers de personnes.
Les 26 et 27 septembre 2015,  le diocèse organise pour la deuxième année consécutive le pèlerinage « Ze Pélé Wahou ». Il propose à ceux qui le souhaitent de marcher vers le sanctuaire de Sainte-Anne-d'Auray en leur proposant quatre itinéraires différents et une réflexion sur un thème (en 2015, c'est celui de la complémentarité des Vocations qui est retenu). 

## Territoire

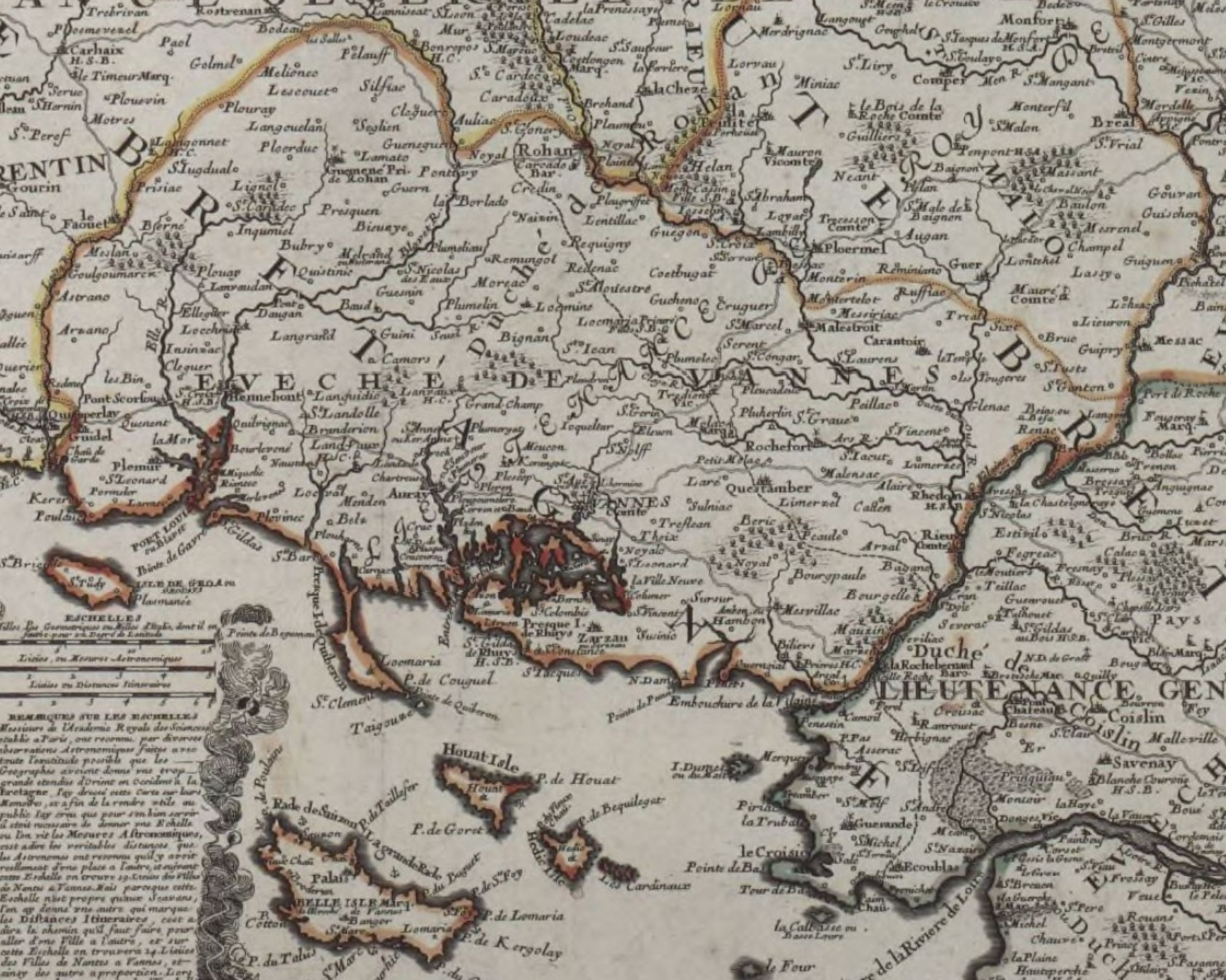
carte du diocèse de Vannes avant le Concordat montrant la ligne de séparation entre Basse et Haute Bretagne (carte de J. B. Nolin publiée en 1695)

À la veille de la Révolution française, le diocèse de Vannes confinait avec ceux de Cornouaille, Saint-Brieuc, Saint-Malo, Rennes et Nantes.
L'évêché de Vannes comprenait sous l'Ancien Régime un seul archidiaconé qui s'étendait donc sur tout le diocèse, à l'exception du doyenné de Mandon, dit aussi doyenné de Pou-Belz, qui comprenait 18 paroisses.
Lors de la création des départements, la majeure partie des paroisses du diocèse de Vannes sont rattachées au Morbihan. Six paroisses de diocèse de Cornouaille, deux paroisses de celui de Saint-Brieuc, six paroisses du diocèse de Nantes et trente-et-une paroisses du diocèse de Saint-Malo sont rattachées au département du Morbihan.

## Organisation
Le diocèse de Vannes compte 300 paroisses. Elles sont réparties en trois « archidiaconés » (Ouest, Centre et Est), et en neuf « pays ». Plus localement, les paroisses sont regroupées en 35 « doyennés ».
Le 23 juin 2019, deux prêtres diocésains sont ordonnés pour le diocèse en la cathédrale de Vannes.

## Statistiques
- En 1950, le diocèse comptait 505.000 baptisés pour une population de 506.884 habitants (99,6%), servis par 1 086 prêtres (dont 941 diocésains et 145 réguliers), 490 religieux et 3.095 religieuses dans 295 paroisses.
- En 1970, le diocèse comptait 535.070 baptisés pour une population de 540.474 habitants (99%), servis par 907 prêtres (806 diocésains et 101 réguliers),  463 religieux et 3.043 religieuses dans 299 paroisses.
- En 2000, le diocèse comptait 546.380 baptisés pour une population de 642.800 habitants (85%), servis par 507 prêtres (401 diocésains et 106 réguliers), 36 diacres permanents, 348 religieux et 1.537 religieuses dans 300 paroisses.
- En 2017, le diocèse comptait 510.000 baptisés pour une population de 747.000 habitants (68,3%), servis par 329 prêtres (245 diocésains et 84 réguliers), 60 diacres permanents, 251 religieux et 923 religieuses dans 299 paroisses[10].

## Commission pastorale pour le breton
Cette commission pastorale a été instituée par l'évêque et s'occupe de la liturgie en langue bretonne. Elle publie aussi de nombreux textes de catéchèse, de pastorale ainsi que des chants.